# Alahana erichsoni
Alahana erichsoni är en insektsart som först beskrevs av William Lucas Distant 1908.  Alahana erichsoni ingår i släktet Alahana och familjen dvärgstritar. Inga underarter finns listade i Catalogue of Life.